# Groot Sionshof
Het Groot Sionshof, of van Swietenhof, is een hofje aan de Sionsteeg in de binnenstad van de Nederlandse stad Leiden. Het werd gesticht in 1480 door Hugo van Zwieten en Luydgaert Claesdochter van Bosschuyzen. Het is qua stichting het op een na oudste nog bestaande hofje in Leiden, maar het bevindt zich niet meer op de oorspronkelijke plek: het werd in 1668 wegens bouwvalligheid verplaatst van de Papengracht naar de Sionsteeg (voorheen Sint Jozefsteeg).

## Weduwen
Het Sionshof was bestemd voor de huisvesting van veertien behoeftige echtparen, maar dus niet voor alleenstaande vrouwen, zoals weduwen. Regel was dat die na het overlijden van hun man het hofje moesten verlaten. Mannen mochten als weduwnaar wel op het hofje blijven, maar hertrouwen was niet toegestaan. In 1641 kwam voor de weduwen een oplossing toen Juffrouw Emerentia van Brouchoven - Banning aan de achterzijde van het Sionshof aan de Schoolsteeg het Klein Sionshof stichtte. Dit werd ook wel heel toepasselijk het Weduwenhofje genoemd. Ter onderscheid kreeg toen Sionshof de naam Groot Sionshof. Aan de Papengracht kreeg het Sionshof al in 1631 gezelschap van het naastgelegen Brouchovenhof, gesticht door de man van genoemde Emerentia van Brouchoven - Banning.

## Restauraties
In 1913 waren een aantal huisjes zo vervallen dat besloten werd het rechter rijtje volledig te vervangen. Dat valt slechts op nadere beschouwing. In de jaren zeventig waren de huisjes waren echt aan restauratie toe. En er waren voor de huisjes bijna geen bejaarden meer te vinden. Weldra werd het leegstaande hofje door jongeren gekraakt. De stadsvernieuwing strekte zich ook uit tot de wijk van het hofje maar het is gespaard gebleven.
Het Groot Sionshof heeft de status van rijksmonument, als een door 14 huisjes omgeven binnenplaats uit 1667. De poort van het Sionshof, een ingangspoort met zandstenen omlijstingen en bovengelegen regentenkamer, beide ook uit 1667, is als zodanig afzonderlijk aangewezen. Hoewel Sionshof met een S wordt geschreven, staat er boven de poort heel opvallend Zion met een Z. Blijkens een foto bij het artikel van Jesse zat er in 1907 nog een grote lantaarn boven de poort en was de cirkel boven de poort niet dichtgemetseld en geplamuurd maar nog van glas voorzien.
De wapenschilden aan de binnenzijde van de toegangspoort zijn die van een drietal vroegere regenten: Van Gaesbeek, Brouwer en Cingelshoek.
Barend van Namenhof ·
Bethaniënhof ·
Bethlehemshof ·
Brouchovenhof ·
Cathrijn Jacobsdochterhof ·
Cathrijn Maartensdochterhof ·
Coninckshof ·
Eva van Hoogeveenshof ·
François Houttijnshof ·
Groeneveldstichting ·
Groot Sionshof ·
Heiligen Geest- of Cornelis Spronghof ·
Jan de Laterehof ·
Jan Pesijnhof ·
Jean Michelhof ·
Jeruzalemhof ·
Joost Frans van de Lindenhof ·
Juffrouw Maashof ·
Justus Carelhuis ·
Klein Sionshof ·
Meermansburg ·
Mierennesthof ·
Pieter Gerritz. van der Speckhof ·
Pieter Loridanshof ·
Samuel de Zeehof ·
Schachtenhof ·
Sint Anna Aalmoeshuis ·
Sint Annahof of Joostenpoort ·
Sint Elisabethgasthuishof ·
Sint Jacobs- of Crayenboschhof ·
Sint Janshof ·
Sint Salvatorhof ·
Sint Stevenshof ·
Tevelingshof ·
Van Assendelftshof